# 朱塞佩·佩拉
朱塞佩·佩拉（義大利語：Giuseppe Pella，1902年4月18日—1981年5月31日) ，为意大利天主教民主党政治人物，于1953年至1954年间担任第32任意大利总理。后于阿尔契德·加斯贝利逝世后在1954年到1956年间担任欧洲议会议长。

## 早年生活
塞佩·佩拉出生在皮埃蒙特的瓦尔登戈，为小农场的佃农路易吉·佩拉 (Luigi Pella) 和维吉利米纳·博纳 (Viglielmina Bona) 的次子。在小学毕业后，他在比埃拉的技术学校学习了三年，后在都灵的会计学院学习。他在1924年于都灵皇家高等学院经济与商业专业毕业后到罗马萨皮恩扎大学和都灵大学担任会计学教授，此外他还担任税务顾问和审计员。
在贝尼托·墨索里尼的统治下，佩拉加入国家法西斯党(PNF)，继续他的税务顾问和教授的职业。他被任命为比埃拉省法西斯文化研究所管理委员会成员和比埃拉市顾问。20世纪30年代末，他被任命为比埃拉市的副市长，负责重组该市的金融体系。
1934年，佩拉与伊内斯·玛丽亚·卡多尔结婚，并于1938年生下女儿旺达。

## 生平
在经济和商业学系毕业后，加入天主教民主党右翼派系。他的第一个政府职位是德·加斯贝利第二和第三届内阁的财政副部长。在第四届加斯贝利内阁，他是财政部长。
1948 - 1953年担任国库部长，由于他的自由和货币政策，被意大利共产党和意大利社会党所敌视。欺骗法律事件造成的政治危机后，佩拉被任命为政府总理，当他发表民族主义的声明时，得到更多的批评。他与约瑟普·布罗兹·铁托在的里雅斯特自由领土问题上争论不已。1954年1月12日佩拉辞职。
随后佩拉担任阿多内·佐利(1957 - 1958)和安东尼奥·塞尼(1959 - 1960)政府的外交部长，以及阿明托雷·范范尼(1960 - 1962)政府的平衡部长。1972年他短暂担任朱利奥·安德烈奥蒂政府的财政部长。
佩拉担任参议员直到1976年。1981年在罗马去世。